# Fiat Tipo (2015)
La Fiat Tipo (nomi in codice: Tipo 356 per la berlina a 4 porte, Tipo 357 per la berlina a 5 porte, Tipo 358 per la versione familiare), denominata Fiat Ægea in Turchia e Dodge Neon in Messico e Medio Oriente (solo nella versione berlina a 4 porte), è una berlina compatta, prodotta dalla casa automobilistica italiana FIAT dal 2015 e commercializzata, nel mercato EMEA (Europa, Medio Oriente e Africa) a partire dal dicembre dello stesso anno.
Si tratta del primo dei tre modelli previsti dal progetto Ægea e va a sostituire direttamente la Fiat Linea nei vari paesi EMEA dove questa era distribuita. A differenza della Linea, la Tipo viene distribuita anche in Italia, dove torna a occupare un segmento lasciato vuoto nella gamma dopo l'uscita di scena della Bravo nel 2014.
A novembre 2022 sono state prodotte oltre un milione di vetture.

## Contesto

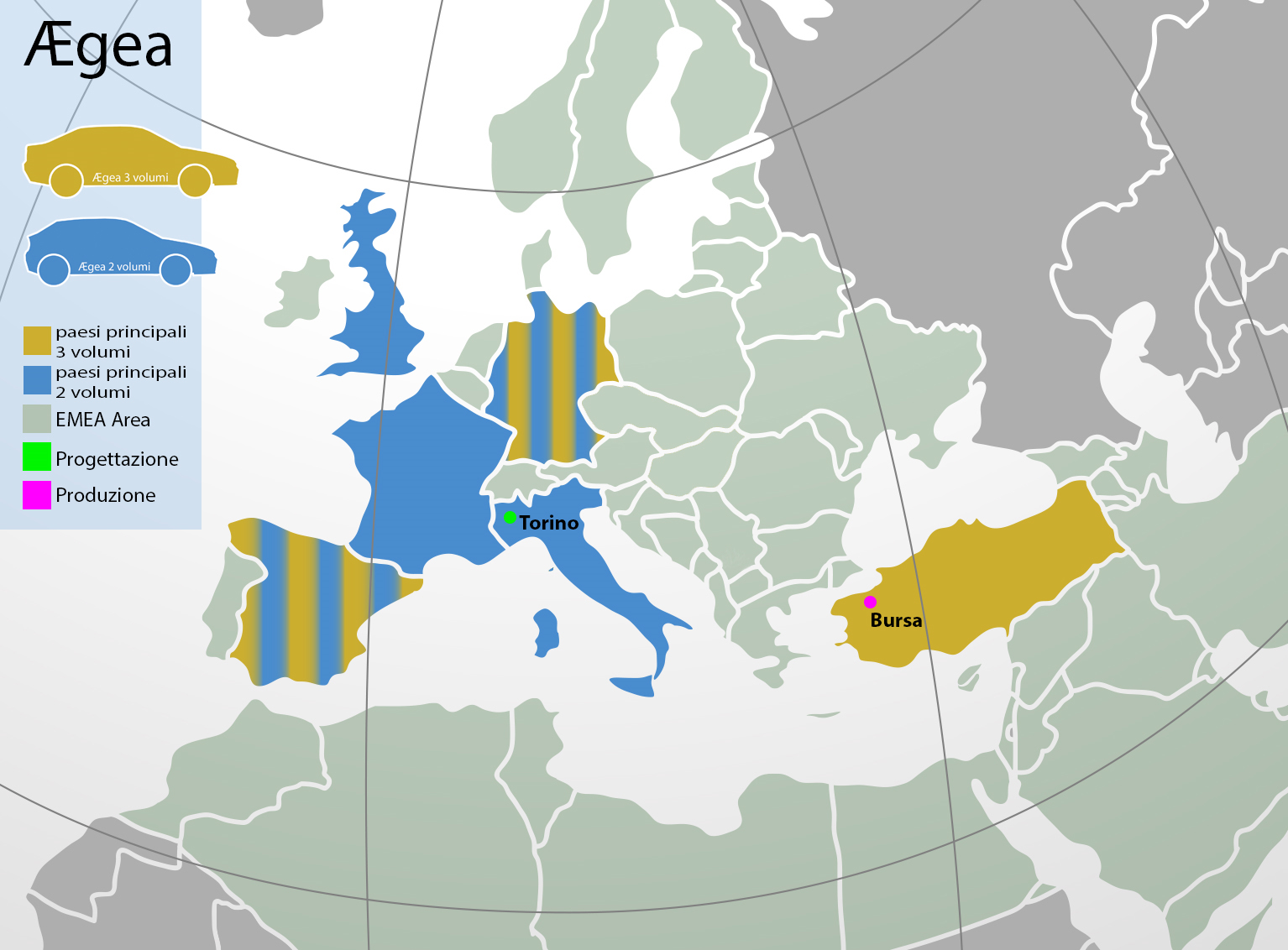
I principali mercati di riferimento EMEA per la Fiat Tipo. Si notino con evidenzia i paesi ove si distinguono per preferenza di berline compatte 3 volumi (in giallo) e berline compatte 2 volumi (in blu)

La Tipo, nella versione berlina 3 volumi (cosiddetta Tipo Sedàn o Fiat Tipo 4D), è la prima di una famiglia di vetture nate dal cosiddetto progetto Ægea, un progetto industriale che ha lo scopo di individuare e sviluppare, in base alle caratteristiche dell'area EMEA, dei mezzi di trasporto con caratteristiche diverse fra loro ma tutti destinati allo stesso target, che nei vari paesi (molto diversi fra loro sparsi fra Europa, Medio Oriente e Africa) ha gusti ed esigenze diverse. Il progetto prevede tre modelli caratterizzati da alta abitabilità, comfort di marcia ed elevata capacità di carico.
A questa distribuzione selettiva fa eccezione l'Italia, dove la Tipo è presente pur mancando da anni una tradizione nelle berline medie compatte con carrozzeria tre volumi. La vettura riprende il nome di un modello FIAT che negli anni ottanta/novanta ebbe un grande successo, la Fiat Tipo del 1988. La distribuzione avviene in 40 paesi fra Europa, Africa e Medio Oriente ma, come è successo per la Fiat Linea, il costruttore ha dichiarato che potrebbe essere estesa ad altre aree del mondo (come il Nord America, ove FCA attualmente commercializza le Fiat 500L e 500X, oltre alla 124 Spider e all'omonimo modello Abarth), rendendo di fatto la nuova Fiat Tipo del 2015 una world car: a riprova di ciò, dal 2016 la Tipo è venduta anche come Dodge Neon (in tal caso si tratta di un rebadging della variante berlina a tre volumi) sul mercato messicano e negli Emirati Arabi Uniti senza significative modifiche, tranne per la calandra recante la tipica croce, segno distintivo del marchio statunitense.

### Modelli

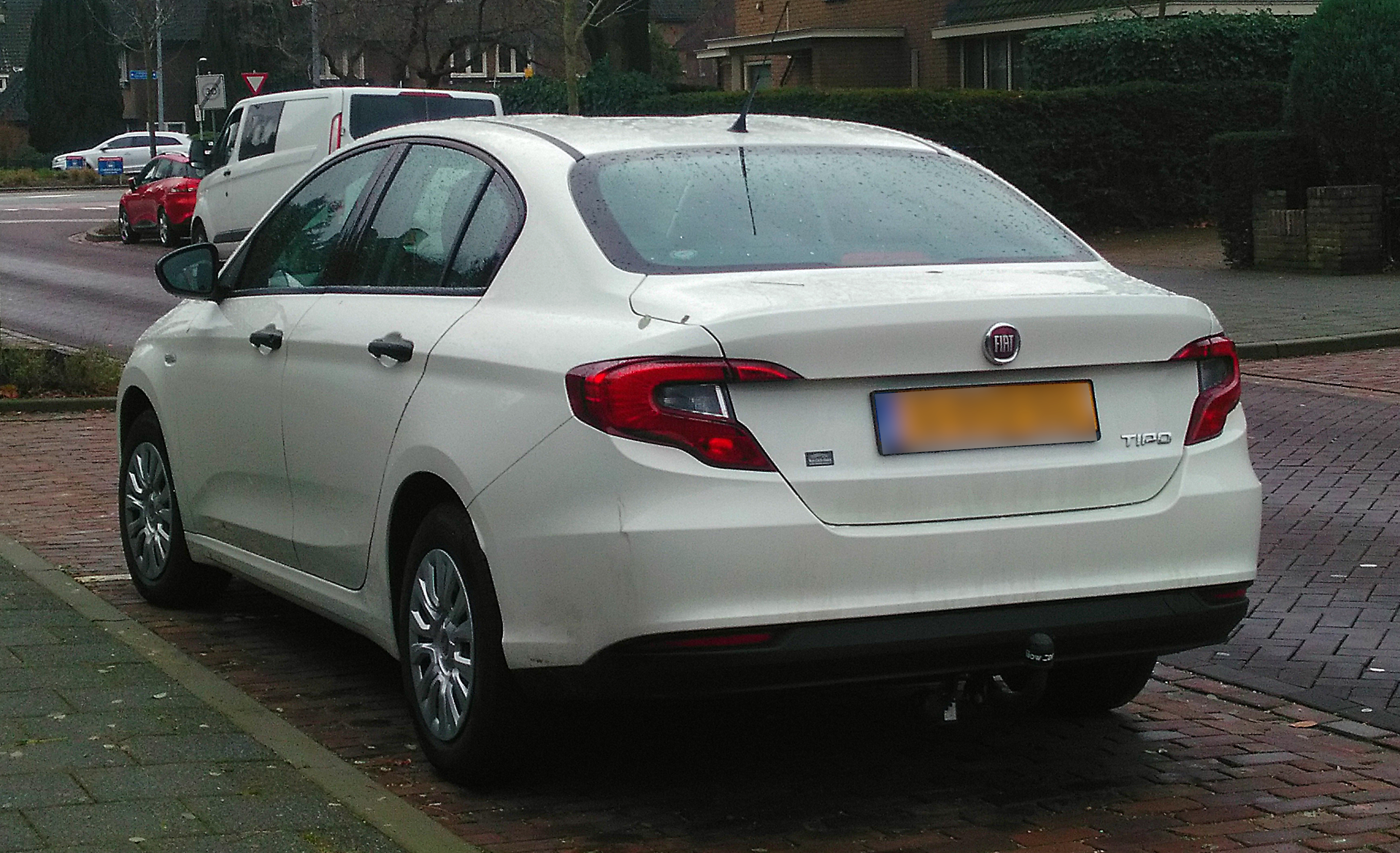
Vista posteriore di una Tipo a quattro porte

In occasione del Salone di Ginevra del 2016 sono state presentate al pubblico le versioni a 5 porte e la familiare. Le nuove versioni portano in dotazione una plancia rivista rispetto a quella della versione a 4 porte con l'introduzione del sistema di infotainment Uconnect HD Tablet con schermo da 7 pollici (disponibile anche con i protocolli Apple CarPlay e Android Auto) ed esternamente i fari con luci diurne a LED.

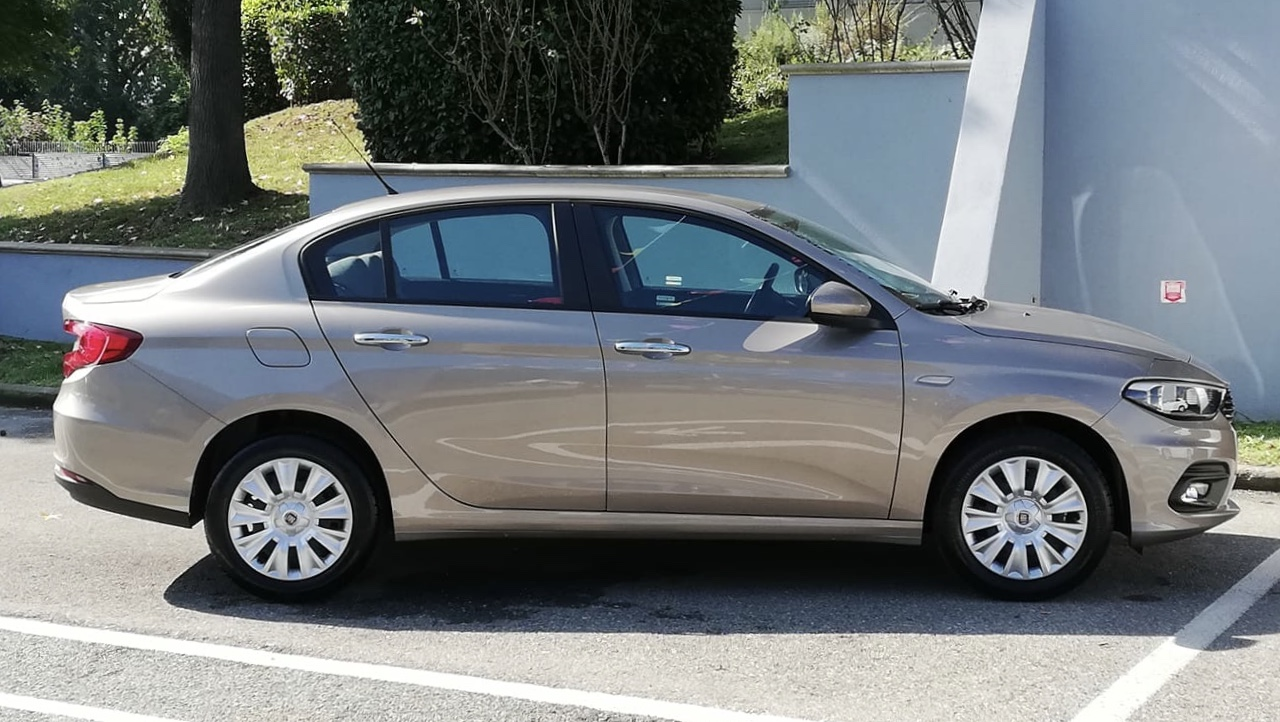
Vista laterale di una Tipo 4 porte

La 5 porte ha una lunghezza inferiore di 16 cm, arrivando a una dimensione complessiva di 437 cm con una larghezza di 179 cm e un'altezza di 150 cm, e un bagagliaio con capacità di 440 l. Nella parte posteriore, inoltre, a livello estetico differisce completamente rispetto alla versione 4 porte. Le sagome delle portiere a "gomito", il lunotto, i fari allungati verso interno del portellone e il paraurti posteriori sono inediti.
La Tipo SW misura 457 cm di lunghezza e 151 cm di altezza, mentre la larghezza rimane invariata. Esteticamente si rifà maggiormente agli stilemi della 5 porte rispetto alla 4 porte, riprendendone interamente la parte posteriore. A variare è la portiera posteriore con un diverso disegno a "gomito" e l'aggiunta di un terzo vetro laterale. La capacità di carico è di 550 litri, con un bagagliaio che ha una seduta posteriore abbattibile separatamente, nel rapporto 60/40, che una volta abbattuto forma un piano di carico lungo 1,80 m.

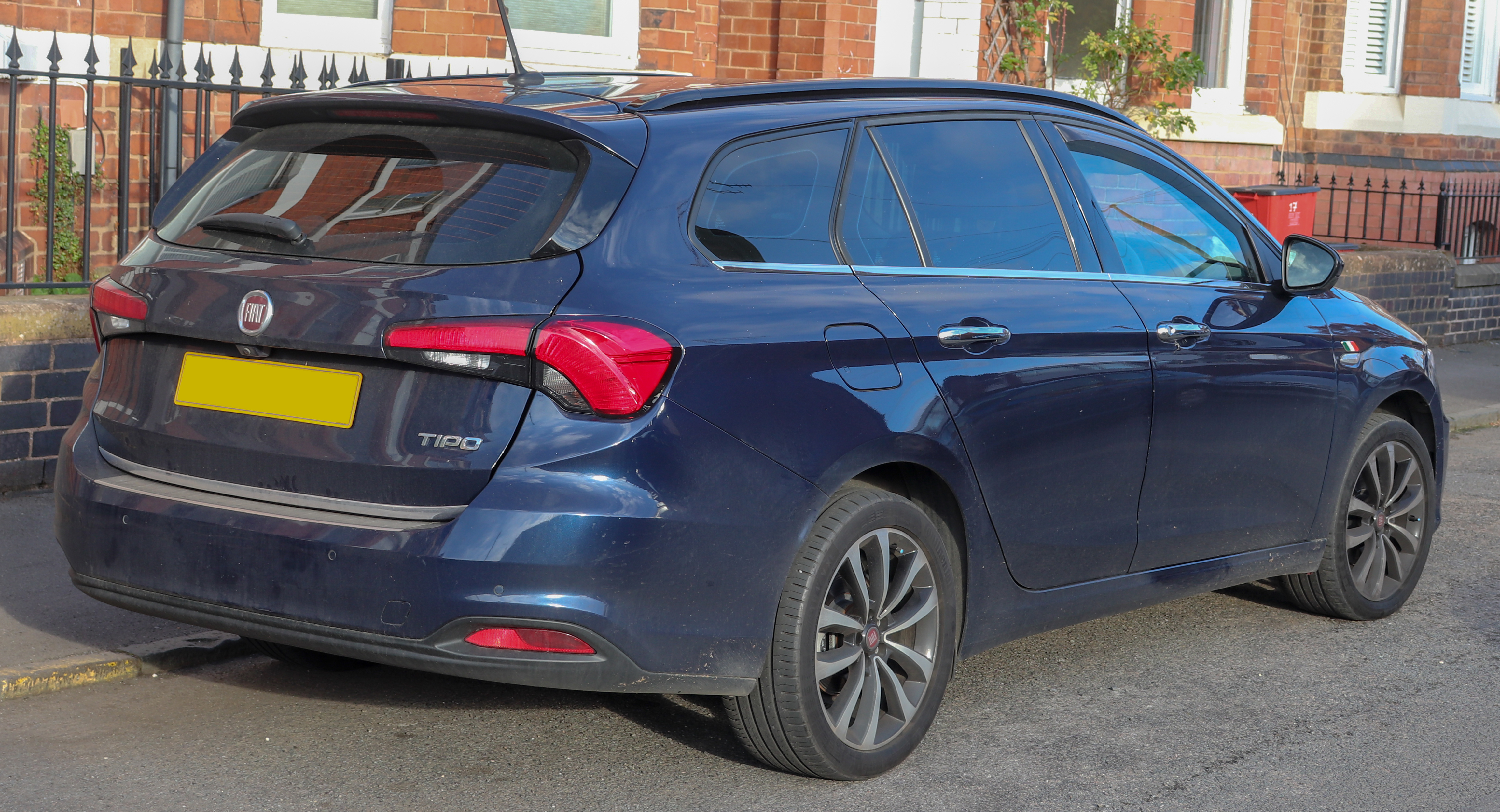
Posteriore della Fiat Tipo SW

Le motorizzazioni sono un 1.4 benzina da 95 CV e un 1.4 120 CV a GPL, a cui si aggiunge un 1.6 E-Torq da 110 CV, previsto unicamente con cambio automatico a 6 rapporti. Per le versioni alimentate a gasolio è presente un 1.3 turbodiesel da 95 CV abbinato al cambio manuale a 5 rapporti e un 1.6 turbodiesel Multijet da 120 CV (successivamente portati a 130 CV nel 2020 col passaggio a Euro 6D) abbinato a un cambio manuale a 6 rapporti; tutte le motorizzazioni sono Euro 6. Inizialmente gli allestimenti previsti erano tre, ossia Easy, Lounge e Business, poi estesi a quattro con l'introduzione dell'allestimento Pop, che si posiziona prima dell'Easy.

### Progettazione
La progettazione è avvenuta in Italia ed è stata il frutto di un impegno triennale degli ingegneri di FCA Italy a Torino (che è anche la sede EMEA di Fiat Chrysler Automobiles). Anche il design stilistico ha avuto luogo a Torino, presso il Centro Stile Fiat sotto la direzione di Roberto Giolito. Lo sviluppo è invece avvenuto fra Torino e Bursa, dove FIAT ha il proprio centro di ricerche e sviluppo per il Medio Oriente, essendo il veicolo pensato principalmente per il mercato turco ed est-europeo.

### Produzione
La produzione avviene negli stabilimenti FCA Italy di Bursa, in Turchia, ed è gestita dalla controllata Tofaş, un'azienda fondata da FIAT nel 1969 in società mista con Koç Holding.

## Descrizione

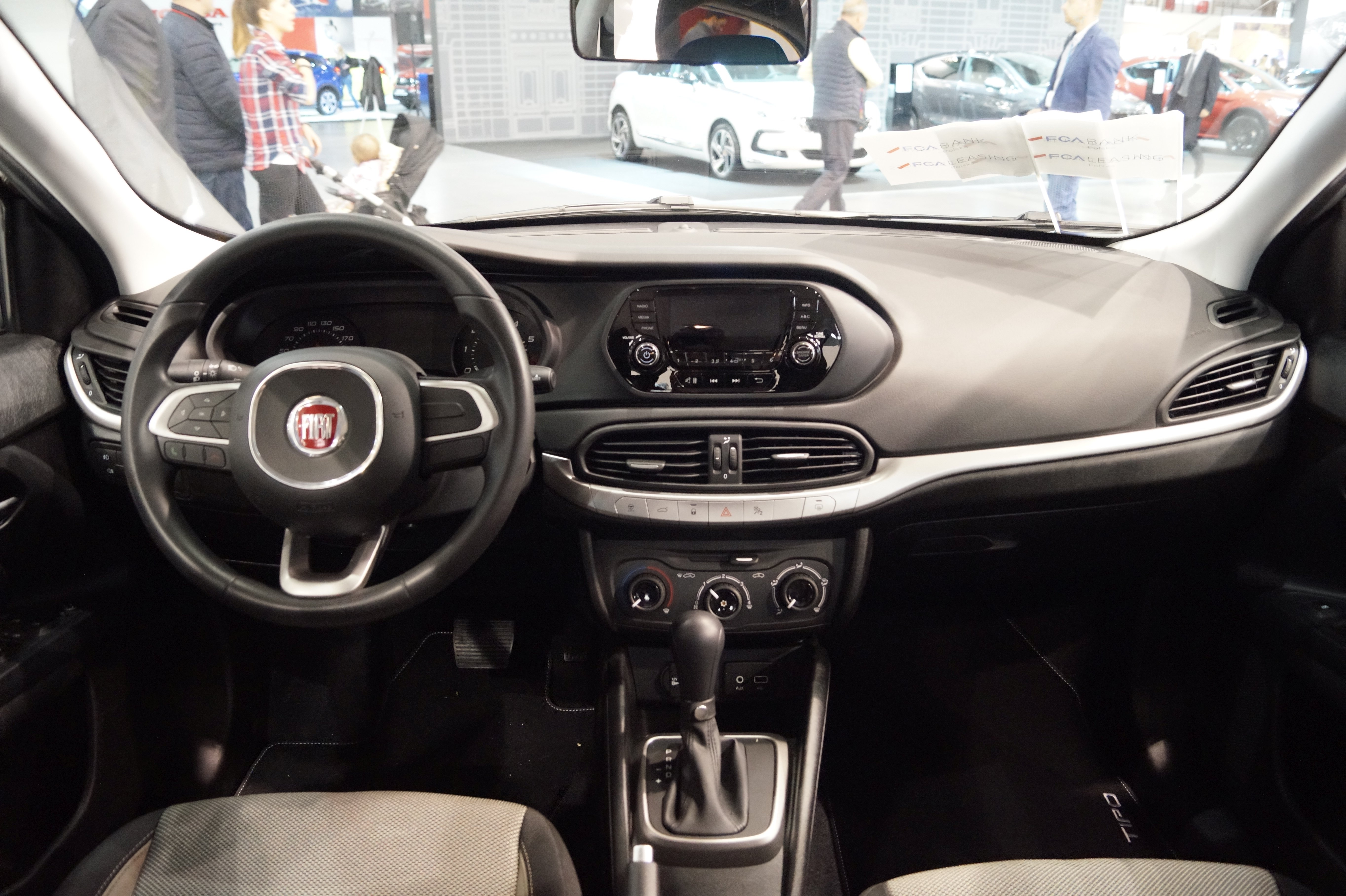
Interno di una Fiat Tipo

Si tratta di una berlina a 4 porte con carrozzeria a tre volumi (con la coda) omologata per cinque persone e lunga 4 metri e mezzo circa. Le sospensioni della Tipo utilizzano uno schema MacPherson per quelle anteriori e a ruote interconnesse per quella al posteriore. Stilisticamente la vettura è caratterizzata da fari grandi, ampio padiglione, esteso volume di bagagliaio, fiancata robusta e pulita. La capacità di carico dichiarata bagagliaio è di 550 litri. La capacità del serbatoio carburante è 45 litri. L'auto in produzione è in vendita dagli inizi di dicembre 2015 con le versioni Opening edition e Opening edition Plus. Nel giro di poco più di un mese sono stati ordinati circa 5000 esemplari della versione berlina a 4 porte.
Nel corso del 2017 in Italia ne sono state vendute 56.046 unità e nel 2018 le unità vendute sono state 40.337, consentendo alla vettura di superare nelle vendite, per il terzo anno consecutivo, la Volkswagen Golf. Il traguardo delle 500.000 unità prodotte è stato raggiunto il 20 febbraio 2019 con il modello protagonista in Italia e nella top 10 in quattro Paesi europei, oltre che seconda vettura più globale del marchio Fiat, con il 70% delle unità vendute al di fuori dall'Italia. Al 28 ottobre 2020 ne sono state prodotte 670.000 unità, immatricolate in oltre 40 Paesi di tutto il mondo. La nuova Tipo ha ottenuto un riconoscimento come “Best-Buy Car Of The Year in Europe” ad AutoBest 2016, da parte di una giuria composta da esperti nel settore dell'automotive, provenienti da diverse nazioni.

### Sicurezza
Nelle prove d'impatto effettuate dalla Euro NCAP nel novembre 2016, la Tipo 5 porte ha ottenuto due risultati diversi, rispettivamente tre stelle con l'equipaggiamento di sicurezza di serie e quattro con quello optional, dotato quest'ultimo del Safety Pack che comprende la frenata automatica AEB.

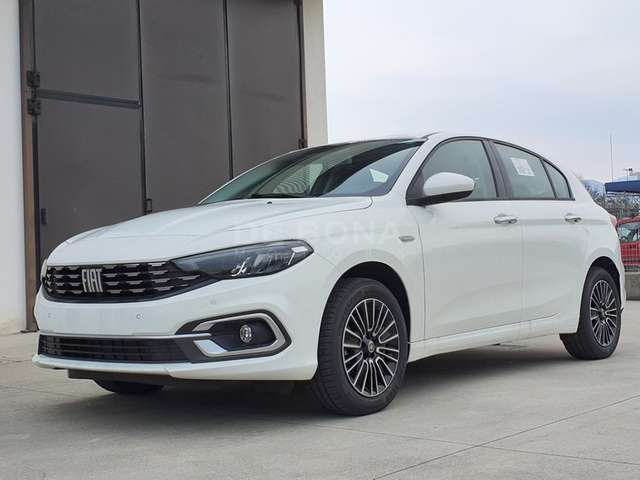
Fiat Tipo Restyling

## Evoluzione

### Restyling 2020
Nel novembre 2020 è stato commercializzato un nuovo modello della Tipo, leggermente rivisto nell'estetica, negli interni e nella dotazione ed è stata introdotta nella gamma anche una versione rialzata, denominata Tipo Cross: nella calandra debutta il nuovo logo FIAT, i fari e i fanali includono luci LED, all'interno vengono introdotti un nuovo sistema multimediale con display da 10,25 pollici, derivato dalla 500 elettrica, un cruscotto con display da 7 pollici, un volante ripreso dalla 500X e 500L, nuovi materiali e nuovi allestimenti per gli interni. Inoltre, sono stati implementati nuovi sistemi per la sicurezza, tra cui gli ADAS, i sensori per il mantenimento di corsia, la lettura dei segnali stradali con mantenimento automatico della velocità, un rilevatore di stanchezza, frenata automatica con riconoscimento di pedoni e ciclisti, sensori di parcheggio anteriori e posteriori e perimetrali, l'adaptive cruise control, active grill shutter, fari e abbaglianti automatici, ricarica wireless, avviamento e apertura portiere senza chiave e Blind spot assist.

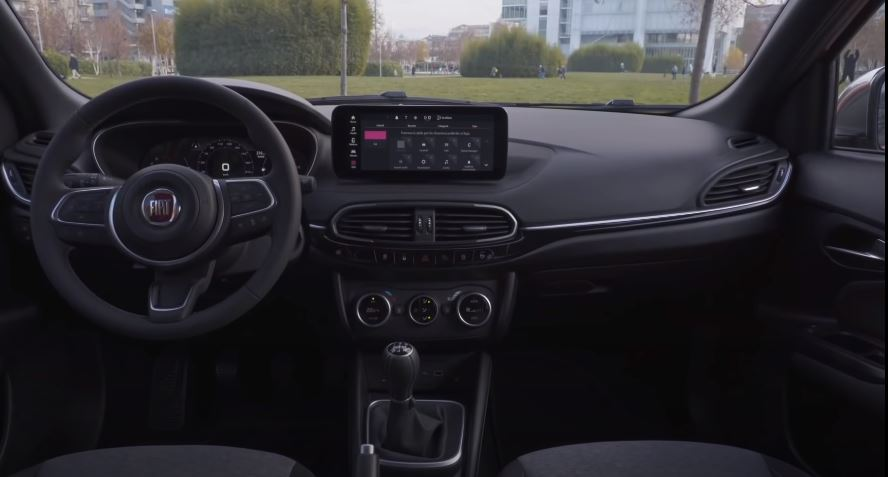
Interni della Tipo post-restyling

A marzo 2022 entra nella gamma il nuovo motore da 1.5 litri T4 a quattro cilindri da 130 CV e 240 Nm di coppia anch'esso della famiglia Firefly turbo benzina ma con tecnologia ibrida leggera, abbinato a un motore elettrico da 48V che integra una piccola unità supplementare da 15 kW, quest'ultima installata nel nuovo cambio automatico DCT a doppia frizione a sette rapporti in grado di consentire un avvio più silenzioso (100% elettrico) e di utilizzare l'auto in modalità totalmente elettrica (e-launch) nelle manovre di parcheggio o in piccoli spostamenti a passo d'uomo (e-queueing), come quando si è in coda nel traffico cittadino. Il motore a benzina, grazie a quello elettrico, può restare inattivo fino al 47% del tempo. 

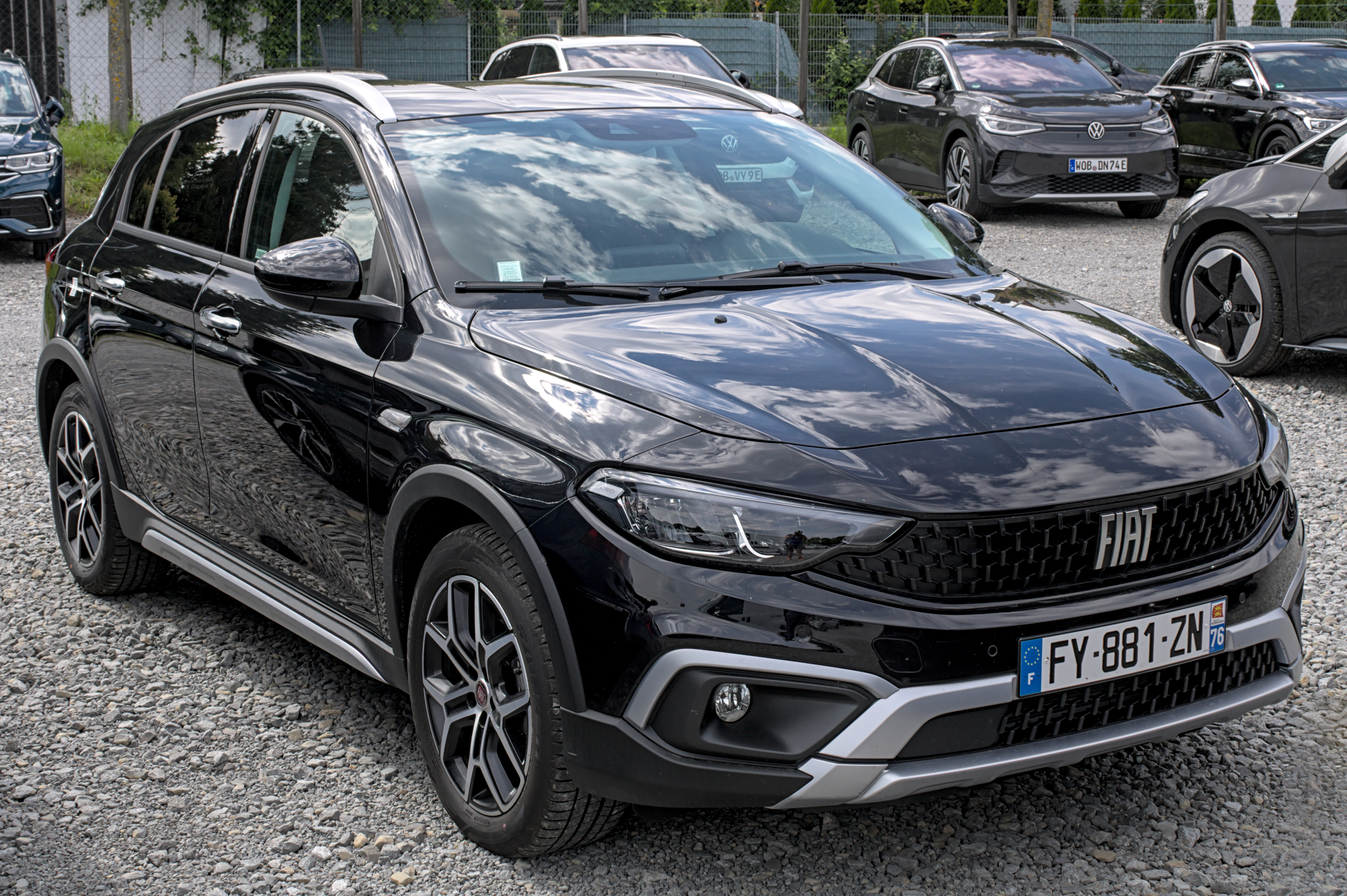
Fiat Tipo Cross

Per tale ragione, il motore da 1.5 litri GSE T4 da 130 CV (a differenza dell'ibrido leggero introdotto su Fiat 500 Hybrid e Panda) è stato definito un mini full hybrid o middle-hybrid . 
A giugno 2024 è stato annunciato il ritorno in listino della versione berlina a 4 porte con propulsore 1.6 Multijet II da 130 CV (comune ad Alfa Romeo Tonale) segnando il ritorno del diesel, seppur limitatamente a questo modello, nella gamma Fiat dopo il lancio di Tipo Hybrid (per la versione hatchback a 5 porte), nel 2022. La Tipo a gasolio, Model Year 2025, rivisitata anche nella calandra e nel paraurti anteriore, è stata presentata negli allestimenti Tipo (allestimento base equipaggiato con tutti i più recenti ADAS) e City (la versione più accessoriata che, oltre ai suddetti aiuti alla guida di serie sull'allestimento base, è dotata anche di climatizzatore automatico, infotainment Uconnect da 10”, cerchi in lega da 16", fendinebbia e fari full LED anteriori a parabola e posteriori a conchiglia).

## Edizioni speciali

### Opening Edition
Nei primi mesi di produzione e commercializzazione, la gamma Tipo era costituita solamente dal modello sedan e con un allestimento unico, con dotazione di serie abbastanza accessoriata. La scelta di proporre un allestimento Opening Edition all'inizio della commercializzazione di un nuovo modello è stata adottata da Fiat in svariati casi. Nel caso di Tipo, l'allestimento unico è rimasto in listino nei mesi di novembre e dicembre 2015 e per tutto l'anno successivo con le motorizzazioni 1.4 FIRE e 1.3 Multijet, mentre la commercializzazione è continuata fino al giugno 2017 per la motorizzazione 1.6 Multijet. La dotazione di serie comprendeva, tra l'altro, sedile posteriore sdoppiato dotato di tre poggiatesta, il sensore di controllo pressione pneumatici TPMS, i sensori di parcheggio posteriori, l'apertura automatica del baule, i cerchi in lega da 16", il climatizzatore automatico e l'ESC. Per le motorizzazioni a gasolio è presente anche l'allestimento Opening Edition Plus, la cui dotazione di serie si distingue per la presenza aggiuntiva di navigatore satellitare, telecamera posteriore e cerchi in lega diamantati di 17 pollici. I modelli Opening Edition e Opening Edition Plus si distinguono dalle versioni successivamente prodotte soprattutto per l'assenza dei fari diurni a LED.

### S-Design
Per le Tipo hatchback e wagon viene prodotto l'allestimento S-Design, che si distingue dagli altri per alcuni componenti estetici di design particolare e per la dotazione di serie. Disponibile indipendentemente dalla motorizzazione a partire da settembre 2017.

### City Sport

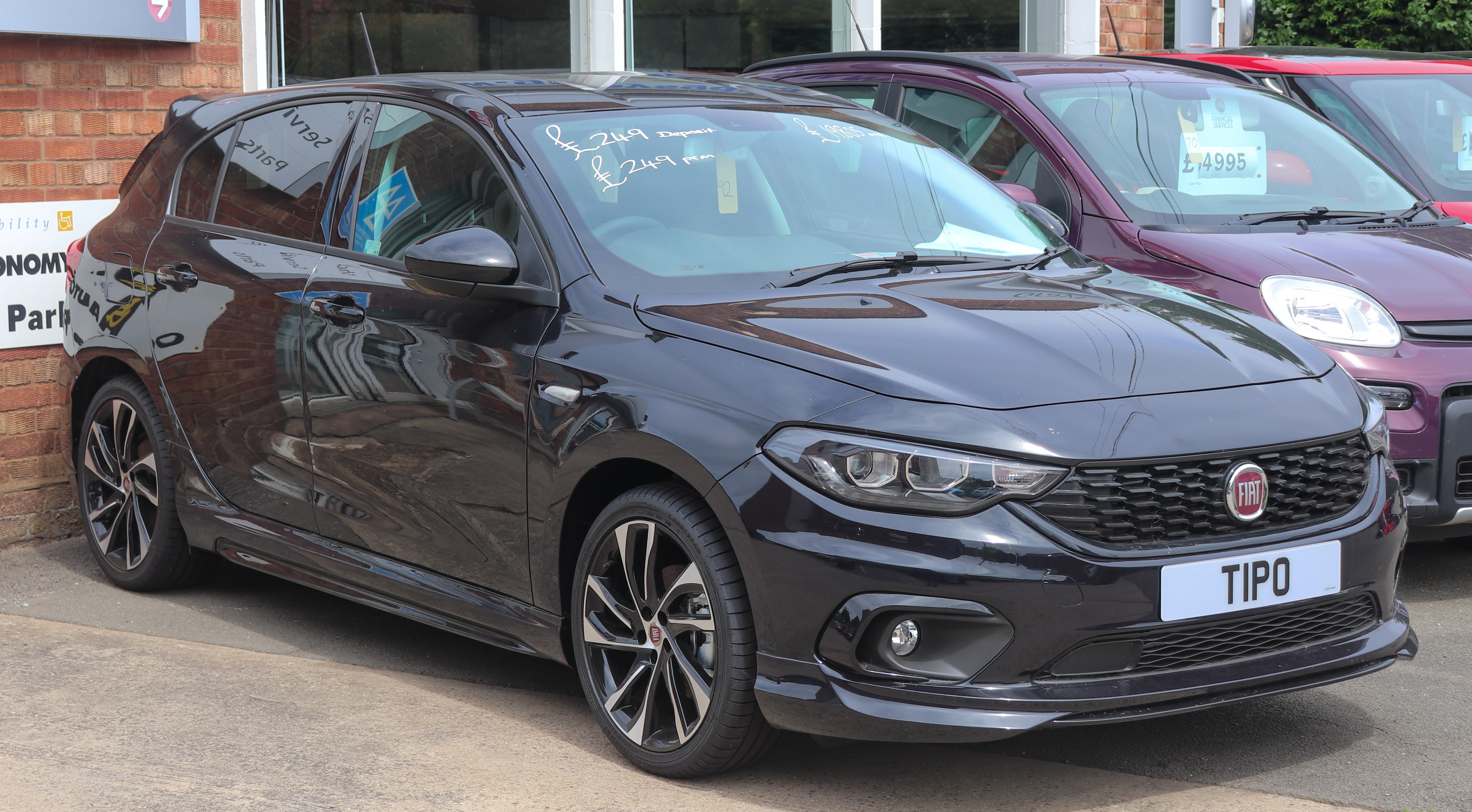
Tipo Sport

L'allestimento City Sport viene presentato nel dicembre 2020 e si distingue per il badge specifico “Sport” posizionato sotto lo specchietto anteriore, il colore Grey Metropoli e i cerchi in lega diamantati da 18”. È proposto sia sulla versione hatchback (5 porte) che sulla station wagon, mentre i motori disponibili sono il Diesel 1.6 Multijet II, con la nuova omologazione Euro 6d-Final da 130 CV (10 CV in più rispetto alla prima serie) e il 1.0 T3 - GSE (Global Small Engine) della famiglia Firefly, 100 CV Turbo benzina.

## Motorizzazioni

### Berlina tre volumi[22]
| Modello           | Disponibilità       | Motore                                     | Cambio                  | Cilindrata (cm³) | Potenza (CV/rpm) | Coppia max (N·m/rpm) | Emissioni CO2 (g/km) | 0-100 km/h (secondi) | Velocità massima (km/h) | Consumo medio (l/100 km) |
| 1.4 FIRE          | dal debutto al 2019 | 4 cilindri, benzina, aspirato              | Manuale a 6 rapporti    | 1368             | 95/6000          | 127/4500             | 133                  | 11,5                 | 185                     | 5,7                      |
| 1.4 T-Jet Bi-Fuel | dal 2017 al 2019    | 4 cilindri, benzina e GPL, turbo           | Manuale a 6 rapporti    | 1368             | 120/5000         | 215/2500             | 136                  | 10,1                 | 200                     | 6,3                      |
| 1.6 E.torQ        | dal debutto al 2019 | 4 cilindri, benzina e bioetanolo, aspirato | Automatico a 6 rapporti | 1598             | 110/5500         | 152/4500             | 146                  | 11,2                 | 192                     | 6,3                      |
| 1.3 Multijet      | dal 2016 al 2019    | 4 cilindri, Diesel                         | Manuale a 5 rapporti    | 1248             | 95/3750          | 200/1500             | 108                  | 11,7                 | 180                     | 4,1                      |
| 1.6 Multijet      | dal debutto al 2019 | 4 cilindri, Diesel                         | Manuale a 6 rapporti    | 1598             | 120/3750         | 320/1750             | 110                  | 9,7                  | 199                     | 4,2                      |
| 1.6 Multijet      | dal debutto al 2020 | 4 cilindri, Diesel                         | Automatico a 6 rapporti | 1598             | 120/3750         | 320/1750             | 101                  | 10,4                 | 192                     | 3,9                      |

### Berlina due volumi e familiare[25]
| Versione          | Disponibilità       | Motore                           | Cambio                                                  | Cilindrata (cm³) | Potenza (CV) | Coppia max (N·m-rpm) | Emissioni CO2 (g/km) | 0-100 km/h (secondi) | Velocità massima (km/h) | Consumo medio (l/100 km) |
| 1.4 FIRE          | dal debutto al 2020 | 4 cilindri, benzina, aspirato    | Manuale a 6 rapporti                                    | 1368             | 95-6000      | 127-4500             | 132                  | 12,1                 | 185                     | 5,7                      |
| 1.4 T-Jet         | dal debutto al 2020 | 4 cilindri, benzina, turbo       | Manuale a 6 rapporti                                    | 1368             | 120-5000     | 215-2500             | 139                  | 9,6                  | 200                     | 6,0                      |
| 1.4 T-Jet Bi-Fuel | 2016-2018           | 4 cilindri, benzina e GPL, turbo | Manuale a 6 rapporti                                    | 1368             | 120-5000     | 215-2500             | 146                  | 10,1                 | 200                     | 6,3                      |
| 1.6 E.torQ        | dal 2017 al 2020    | 4 cilindri, benzina, aspirato    | Automatico a 6 rapporti                                 | 1598             | 110-5500     | 152-4500             | 147                  | 11,5                 | 191                     | 6,3                      |
| 1.3 Multijet      | dal debutto al 2020 | 4 cilindri, Diesel               | Manuale a 5 rapporti                                    | 1248             | 95-3750      | 200-1500             | 99                   | 12,0                 | 180                     | 3,7                      |
| 1.6 Multijet      | dal debutto al 2020 | 4 cilindri, Diesel               | Manuale a 6 rapporti o doppia frizione a 6 rapporti DCT | 1598             | 120-3750     | 320-1750             | 98 [99]              | 9,8 [10,2]           | 200 [200]               | 3,7 [3,8]                |

Le parentesi quadre indicano i valori delle versioni con cambio automatico

### Motorizzazioni 2021-2022
| Versione        | Disponibilità                   | Motore                                            | Cambio                      | Cilindrata (cm³) | Potenza (CV)                  | Coppia max (N·m/rpm) | Emissioni CO2 (g/km) | 0-100 km/h (secondi) | Velocità massima (km/h) | Consumo medio (l/100 km) |
| 1.0 T3 FireFly  | da novembre 2020 ad agosto 2023 | 3 cilindri, benzina, Turbo                        | Manuale a 5 rapporti        | 999              | 100                           | 190/1500             | 123-127              | 11,8                 | 192                     | 5,51-5,58                |
| 1.3 Multijet    | da novembre 2020 ad agosto 2023 | 4 cilindri, Diesel, Turbo                         | Manuale a 5 rapporti        | 1248             | 95                            | 200/1500             | 114-119              | 13,3                 | 181                     | 4,3-4,5                  |
| 1.6 Multijet II | da novembre 2020 a oggi         | 4 cilindri, Diesel, Turbo                         | Manuale a 6 rapporti        | 1598             | 130                           | 320/1500             | 117-120              | 9,8                  | 207                     | 4,6-4,7                  |
| 1.5 T4 Firefly  | da marzo 2022 a oggi            | 4 cilindri, benzina/elettrico, mild hybrid, Turbo | Automatico a 7 rapporti DCT | 1468             | 130 + 20 elettrico nel cambio | 240/1500             | 115-117              | 9,0                  | 207                     | 5,1-5,2                  |

## Attività sportiva
Alla fine del mese di luglio 2018 è stata presentata una versione della quattro porte adattata per partecipare alle gare del Trading Car Championship, denominata Fiat Tipo TCR. Si tratta della seconda 3 volumi a debuttare all'interno del Campionato di Auto Turismo dopo l'Audi RS3. La Tipo TCR ha già partecipato al TCR Europe con tappa all'Autodromo Nazionale di Monza il 26 e 27 settembre 2020 e, altresì, a quello tenutosi in Sud America nel secondo trimestre del 2021, con tappe in Argentina, Brasile, Cile, Uruguay. La Tipo TCR (sviluppata dal team Tecnodom Sport con licenza ufficiale Fiat) riceve un'iniezione di grinta grazie a un nuovo schema di ammortizzatori, ora disposti in diagonale (con orientamento verso il posteriore), per facilitare lo scarico a terra di tutti i 350 CV erogati dal propulsore di 1750 centimetri cubici di derivazione Alfa Romeo.